# Fermignano
Fermignano là một đô thị ở tỉnh Pesaro và Urbino trong vùng Marche, nằm cách 70 km về phía tây của Ancona và khoảng 35 km về phía tây nam của Pesaro. Tại thời điểm ngày 31 tháng 12 năm 2004, đô thị này có dân số 8.065 và diện tích là 43,3 km².

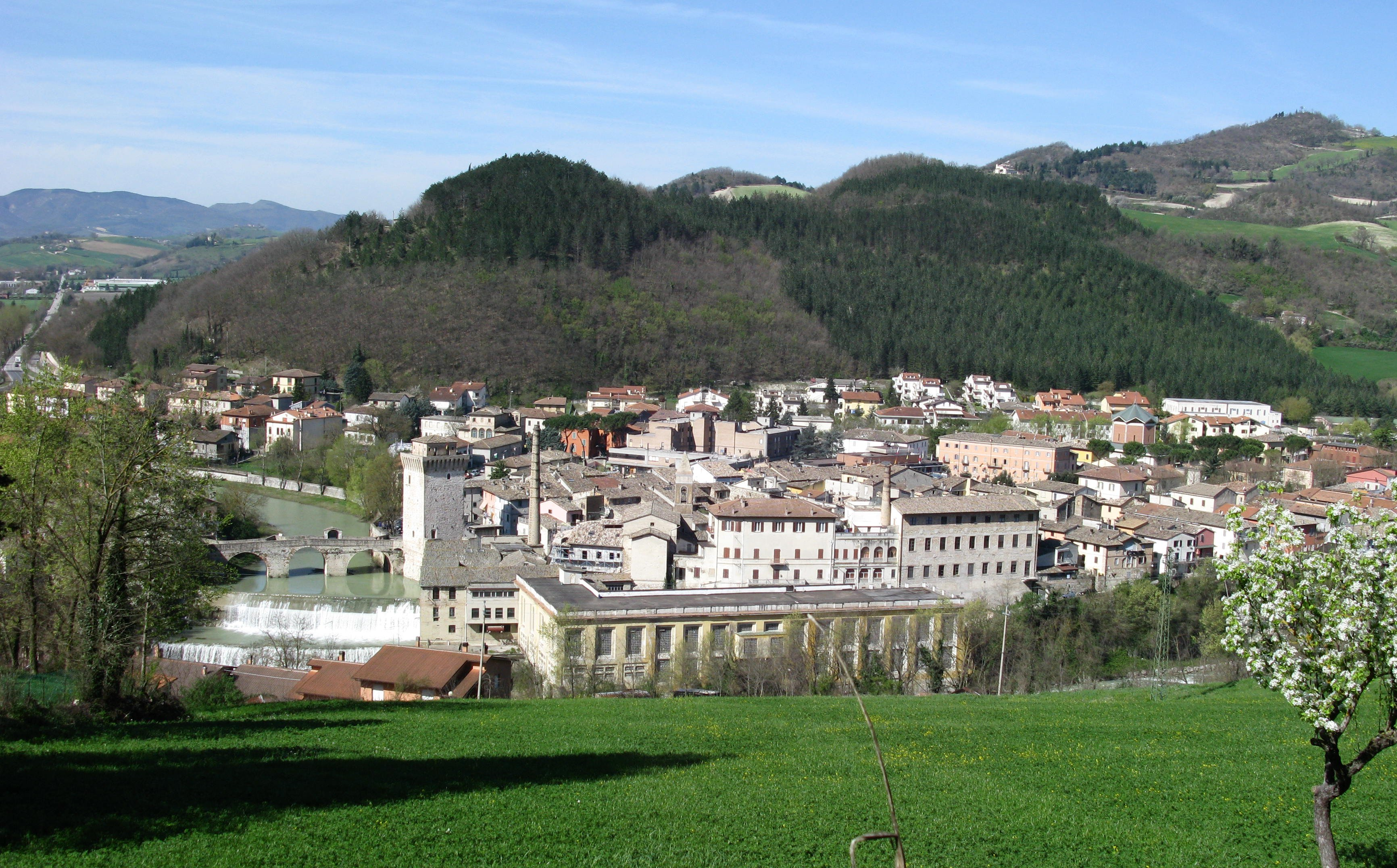
Fermignano

Fermignano giáp các đô thị sau: Acqualagna, Cagli, Fossombrone, Urbania, Urbino.
Renaissance architect Donato Bramante was born here.